# Vera Gebuhr
Vera Margaritha Gebuhr (* 15. Mai 1916 in Odense; † 22. Dezember 2014 in Gentofte) war eine dänische Schauspielerin.

## Leben
Vera Gebuhr war die Tochter des Fabrikanten Hjalmar Emanuel Gebuhr (1890–1970) und seiner Frau Caroline Pedersen (1894–1964). Sie wuchs in Odense auf. Sie trat 1932 bereits mit 16 Jahren als Tänzerin am Odense Teater auf. Von 1935 bis 1936 begann sie dort ihre Schauspielausbildung und gab dort am 26. Dezember 1935 ihr Schauspieldebüt im Stück Troldsmeden. Von 1937 bis 1939 setzte sie ihre Ausbildung an der Schauspielschule des Königlichen Theaters in Kopenhagen fort. Von 1939 bis 1964 gehörte sie zum Ensemble des Folketeatret, anschließend war sie freischaffend tätig und spielte auf zahlreichen Bühnen in Kopenhagen und Odense.
Mit einem kleinen Auftritt in Flådens blå matroser begann 1937 ihre Filmkarriere. Ende der 1970er Jahre wirkte sie als Inger Jørgensen in der Fernsehserie Die Leute von Korsbaek mit. Im gleichen Zeitraum hatte sie 1979 einen Auftritt als putzwütige Ministergattin in Die Olsenbande ergibt sich nie. Bis ins hohe Alter blieb Gebuhr als Schauspielerin aktiv; in ihren späteren Jahren hatte sie unter anderem kleinere Auftritte in Europa (1991) und Hospital der Geister II (1997) unter der Regie von Lars von Trier und war in dem oscarnominierten Kurzfilm Wolfgang (1997) zu sehen. Zuletzt spielte sie 2004 im Film Afgrunden die Hauptrolle als gealterte Asta Nielsen. Insgesamt wirkte sie in mehr als 100 Film-und-Fernsehproduktionen mit.
Vera Gebuhr war zweimal verheiratet. In erster Ehe ab 1945 mit dem Journalisten und Schriftsteller Palle Fønss (1915–1962), nach dessen Tod ab 1965 mit dem Ingenieur Thomas Vrang (1910–2005). 
Vera Gebuhr starb am 22. Dezember 2014 im Alter von 98 Jahren in Gentofte. Ihre Grabstätte befindet sich auf dem Hellerup-Kirkegard.

## Filmografie (Auswahl)
- 1937: Flådens blå matroser
- 1941: Tag det som en mand
- 1942: Frk. Vildkat
- 1943: Som du vil ha' mig
- 1943: Møllen
- 1944: Elly Petersen
- 1944: Lev livet let
- 1944: Besættelse
- 1946: Hans store aften
- 1946: Diskret ophold
- 1947: Ta’ hvad du vil há
- 1949: Kampen mod uretten
- 1949: For frihed og ret
- 1950: Lyn-fotografen
- 1950: Min kone er uskyldig
- 1951: Familien Schmidt
- 1953: Kriminalsagen Tove Andersen
- 1953: Vi som går køkkenvejen
- 1955: Die Verblendeten (Blændværk)
- 1956: Ein Mädel zum Küssen (Kispus)
- 1957: Ingen tid til kærtegn
- 1957: Skovridergaarden
- 1958: Krudt og klunker
- 1959: Ballade på Bullerborg
- 1962: Duellen
- 1962: Oskar
- 1963: Et døgn uden løgn
- 1964: Premiere i Helvede
- 1964: Gertrud
- 1970: Nøglen til Paradis
- 1970–1971: Oh, diese Mieter
- 1971: Tjærehandleren
- 1971: Far til fire i højt humør
- 1971: Den forsvundne fuldmægtig
- 1972: Farlige kys
- 1973: Mig og Mafiaen
- 1974: Mafiaen – det er osse mig
- 1977: Pas på ryggen, professor
- 1978–1981: Die Leute von Korsbaek (Matador, Fernsehserie)
- 1979: Die Olsenbande ergibt sich nie (Olsen-banden overgiver sig aldrig)
- 1982: Pengene eller livet
- 1983: Kurt und Valde – Ganoven mit Charme (Kurt og Valde)
- 1984: Haus der Dunkelheit (Min farmors hus)
- 1987: Sidste akt
- 1988: Elvis Hansen – en samfundshjælper
- 1991: Europa
- 1993: Schwarze Ernte (Sort høst)
- 1997: Let’s get lost
- 1997: Davids bog
- 1997: Hospital der Geister II (Riget II)
- 1997: Wolfgang (Kurzfilm)
- 2001: Unit One – Die Spezialisten (Rejseholdet)
- 2003: Se dagens lys
- 2004: Afgrunden
- 2005: Far-vel (Kurzfilm)
- 2005: Gale veje
- 2005: Dark Horse